# هوروایلر
هوروایلر (به آلمانی: Horrweiler) یک شهر در آلمان است که در ماینتس-بینگن واقع شده‌است. هوروایلر  ۷۸۲ نفر جمعیت دارد.